# Kill Your Darlings
Pour plus de détails, voir Fiche technique et Distribution.
Kill Your Darlings est un drame biographique américain coproduit, coécrit et réalisé par John Krokidas et sorti en 2013. Le récit est inspiré en partie du roman Et les hippopotames ont bouilli vifs dans leurs piscines, écrit par Jack Kerouac et William S. Burroughs, sorti en 2012.
Il est présenté au Festival du film de Sundance 2013 puis au Festival international du film de Toronto 2013.

## Synopsis
En 1944, Allen Ginsberg, fils du poète Louis Ginsberg, fait la rencontre de Lucien Carr, de Jack Kerouac et de William S. Burroughs, et David Kammerer.

## Fiche technique
- Titre original : Kill Your Darlings
- Réalisation : John Krokidas
- Scénario : Austin Bunn et John Krokidas
- Direction artistique : Stephen H. Carter
- Décors : Alexios Chrysikos
- Costumes : Christopher Peterson
- Photographie : Reed Morano
- Son : Ken Ishii
- Montage :
- Musique : Nico Muhly
- Production : Michael Benaroya, Rose Ganguzza, John Krokidas et Christine Vachon
- Sociétés de production : Benaroya Pictures, Dontanville / Frattaroli Management et Killer Films
- Sociétés de distribution :  Sony Pictures Classics
- Budget :
- Pays de production :  États-Unis
- Langue originale : anglais
- Format : couleur - 35 mm - 2,35:1 - son Dolby Digital
- Genre : Drame biographique
- Durée :
- Date de sortie :
  - États-Unis : 18 janvier 2013 (Festival du film de Sundance 2013)
  - États-Unis : 18 octobre 2013 (sortie limitée)
- Tournages : du lundi 19 mars au dimanche 22 avril 2012

## Distribution
| |  |  |
| Les acteurs principaux Dane DeHaan et Daniel Radcliffe à la première du film au London Film Festival 2013. |  |  |

- Daniel Radcliffe (VF : Kelyan Blanc) : Allen Ginsberg
- Dane DeHaan (VF : Benjamin Bollen) : Lucien Carr
- Michael C. Hall (VF : Patrick Mancini) : David Kammerer
- Ben Foster (VF : Alexandre Gillet) : William S. Burroughs
- Jack Huston (VF : Damien Witecka) : Jack Kerouac
- David Cross (VF : Gérard Darier) : Louis Ginsberg
- Jennifer Jason Leigh (VF : Emmanuèle Bondeville) : Naomi Ginsberg
- Elizabeth Olsen (VF : Olivia Luccioni) : Edie Parker
- John Cullum (VF : Michel Ruhl) : le professeur Steeves
- Erin Darke (VF : Joséphine Ropion) : Gwendolyn
- Zach Appelman (VF : Jimmy Redler) : Luke Detweiler
- David Rasche (VF : Philippe Vincent) : Dean
- Kyra Sedgwick (VF : Déborah Perret) : Marian Carr (non crédité)

 Source et légende : version française (VF) sur RS Doublage et selon le carton du doublage français sur le DVD zone 2.

## Distinctions
- Venice Days Award 2013

### Nominations
- Festival du film de Londres 2013 : sélection « First Feature Competition »
- Festival du film de Sundance 2013 : sélection « U.S. Dramatic Competition »
- Festival international du film de Toronto 2013 : sélection « Gala Presentations »
- Gotham Awards 2013 : meilleur acteur pour Dane DeHaan